# Arseen-75
Arseen-75 of 75As is de enige stabiele isotoop van arseen, een metalloïde. Vanwege het feit dat arseen maar één stabiele isotoop kent met een abundantie op Aarde van 100%, valt het element onder zowel de mononuclidische als de mono-isotopische elementen.
Arseen-75 ontstaat onder meer bij het radioactief verval van germanium-75 en seleen-75.
60As · 61As · 62As · 63As · 64As · 65As · 66As · 66m1As · 66m2As · 67As · 68As · 68mAs · 69As · 70As · 70mAs · 71As · 72As · 73As · 74As · 75As · 75mAs · 76As · 76mAs · 77As · 77mAs · 78As · 79As · 79mAs · 80As · 81As · 82As · 82mAs · 83As · 84As · 84mAs · 85As · 86As · 87As · 88As · 89As · 90As · 91As · 92As